# Escuelas de San Francisco (Bilbao)
Las escuelas de San Francisco fueron un edificio ubicado en el barrio bilbaíno de San Francisco, donde ahora se encuentran las salas del Centro Municipal del mismo nombre, el yacimiento del convento franciscano, la Haurreskola y el huerto urbano, en la plaza del Corazón de María.

## Contexto
Su origen se remonta al periodo de la II República Española y perduró hasta la apertura de la moderna escuela de Miribilla en 2005.

## Historia
Para el gobierno de la II República reducir las altas tasas de analfabetismo del país y proporcionar un acceso universal a la formación y la cultura fue una de las principales preocupaciones, intentando cimentar su incipiente proyecto político. El artículo 48 de la Constitución de 1931, definía el carácter gratuito, obligatorio y laico de la enseñanza primaria como atribución esencial del Estado. La escuela para la democracia. arquitectura escolar y II república en Bilbao. Francisco Javier Muñoz Fernández.
El Ayuntamiento de Bilbao, gobernado por una coalición de republicanos, socialistas y nacionalistas, hizo suyo el proyecto educativo del Estado. Así, tras evaluar en junio de 1931 la situación escolar de la Villa, aumentó el número de plazas escolares, realizó obras de ampliación y reforma en algunos centros y, a partir del 4 de diciembre de 1931, contó con un Patronato Escolar y de Cultura para gestionar de manera más efectiva las necesidades educativas de la capital.
En junio de 1932, ese Patronato convocó un concurso para construir el grupo escolar de San Francisco, con el que se quería marcar la pauta a seguir por el resto de centros que se acometiesen en Bilbao; trataba además de dar respuesta a la demanda escolar y de servicios sociales en un enclave urbano marginal.
El objetivo fue crear «un grupo escolar modelo con las condiciones técnico-sanitarias que la moderna ciencia pedagógica aconseja dentro de sus principios racionales» . En consecuencia, se optó por el desarrollo de una escuela activa que superara la tradicional pasividad del alumno fomentando su aprendizaje a través de un espacio escolar que fuera jardín y taller. Para cumplir tal propósito y atender las necesidades del entorno, fue preciso organizar el grupo en diferentes escuelas (elemental, maternal o de párvulos, de adultos y del hogar), servicios comunes (auditorio, baños, piscinas, inspección médica) y zona de recreo y parque público que supliese las carencias de esparcimiento del barrio de San Francisco. Se trataba, en suma, de una manera diferente de entender la educación, al tiempo que se pretendía regenerar una zona marcadamente segregada de la ciudad.

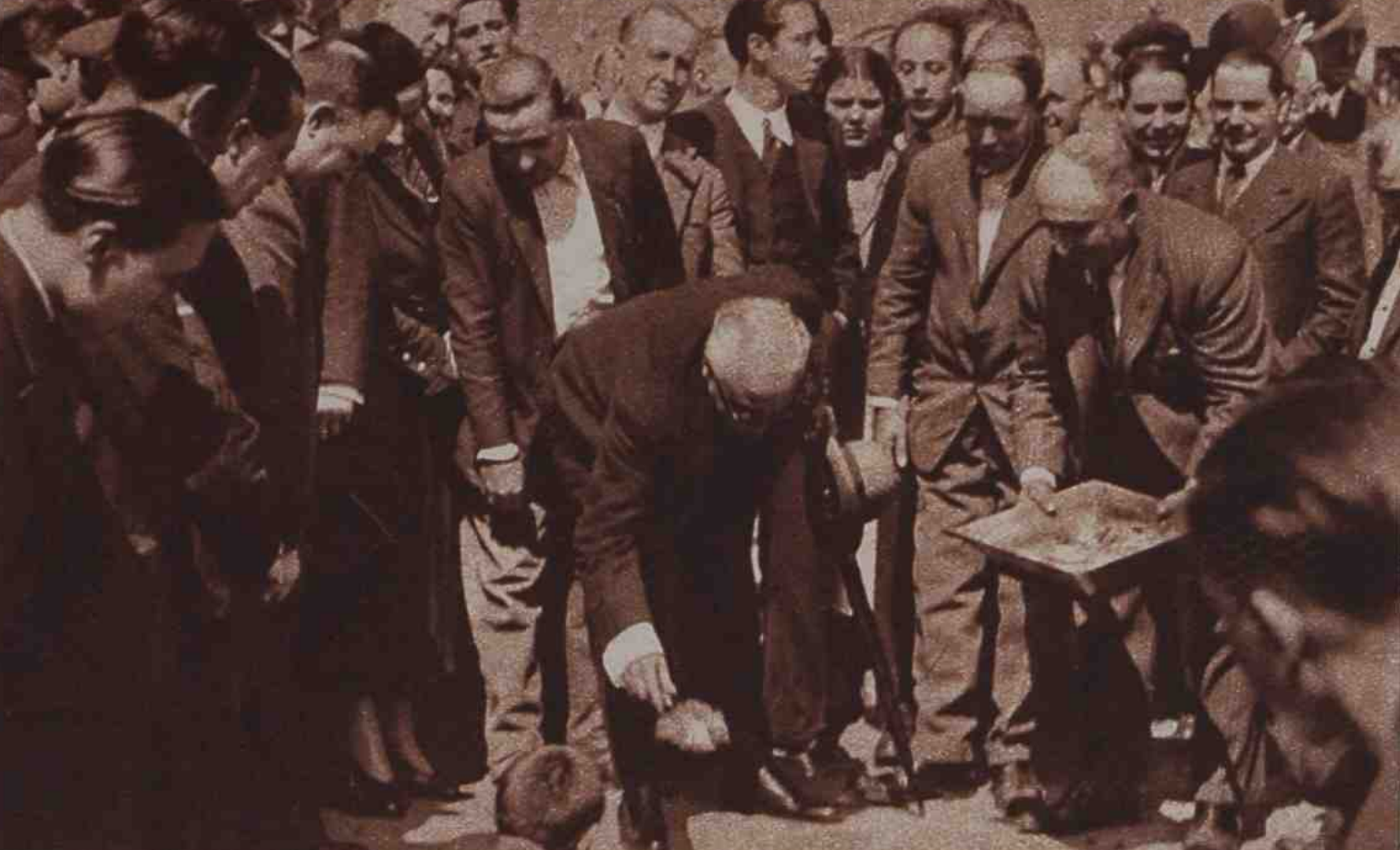
Colocación de la primera piedra.

Se presentaron dieciocho proyectos, elaborados principalmente por jóvenes profesionales, la mitad de ellos del País Vasco y en octubre de 1932 el jurado compuesto por políticos y profesionales locales, preseleccionó tres propuestas , para finalmente, en marzo de 1933, decantarse por la que presentaron Juan de Madariaga Bilbao 1901-1995) y Joaquín Zarránz (Pamplona 1903-1939).
La primera piedra de la obra del que iba a ser el Grupo Escolar Modelo Tomás Meabe en reconocimiento al cofundador de las Juventudes Socialistas, fue colocada por Indalecio Prieto, ministro de Obras Públicas, y el presidente Niceto Alcalá Zamora el 1 de mayo de 1933, en medio de numeroso público asistente. 
Su construcción comenzó rápidamente por el lado sureste, es decir por la escuela maternal y del hogar, si bien en el año 1934 se pararon las obras que no se reanudarían ya, perdiendo así la ciudad de Bilbao la que hubiese sido una de sus piezas arquitectónicas más importantes.

## Descripción

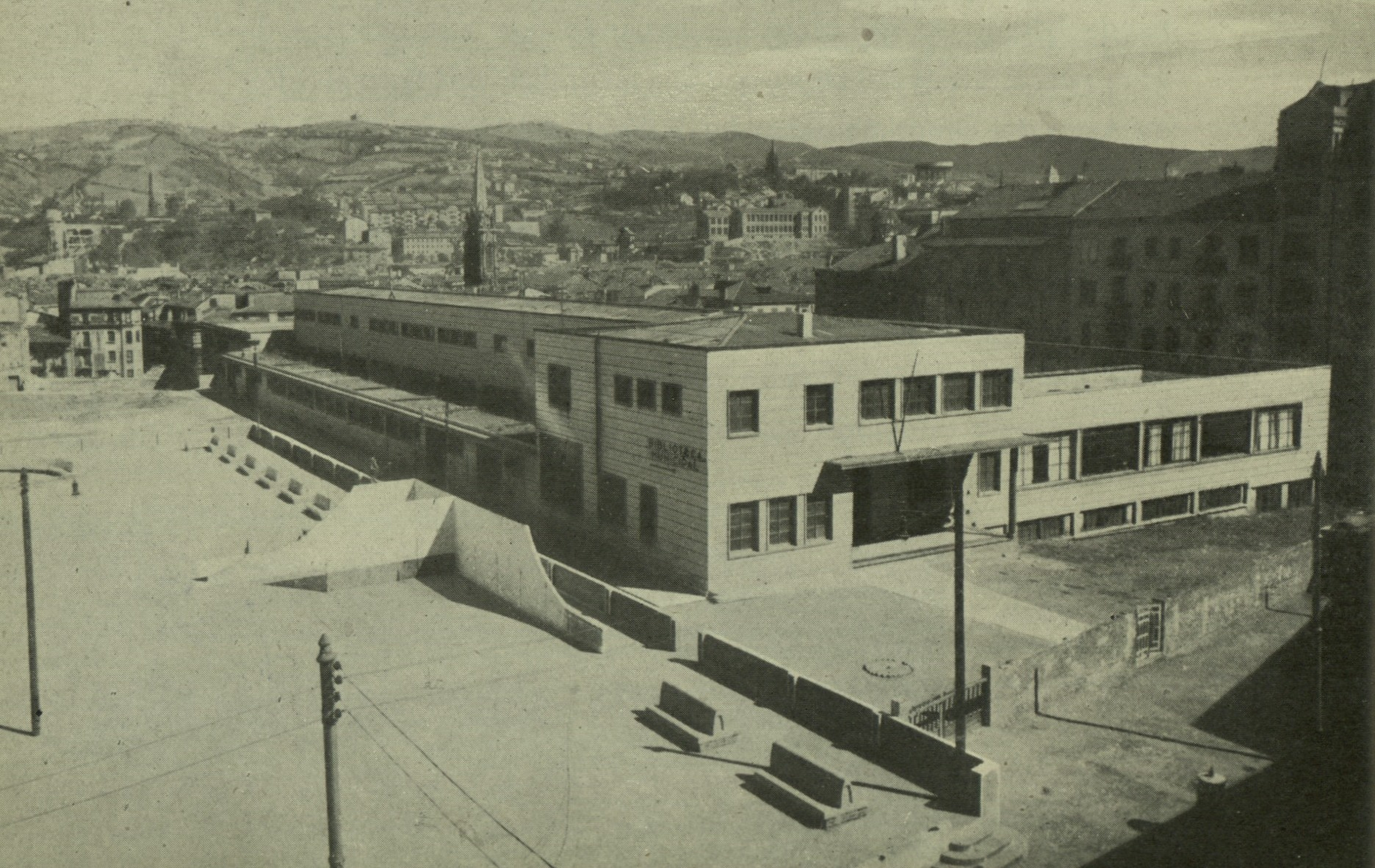
AMB. Fondo: Ayuntamiento de Bilbao. Memoria 1942-1947. Grupo Escolar de San Francisco (p.38)

La propuesta de Madariaga y Zarranz ocupaba una superficie de 13.000 m² en el solar donde había estado el cuartel Príncipe Alfonso y anteriormente el convento imperial de San Francisco.
Acotaban el solar las calles San Francisco por el Sur; Conde de Mirasol por el Este; por el Norte, en parte por un muro de contención y por los edificios de la Sociedad Anónima Grandes Molinos Vascos; y, por el Oeste, con la propiedad de las Reverendas Madres de la Merced.
Formalmente un patio escolar, unido a un parque de libre acceso de 1.946 m², actuaban a modo de eje distribuidor de cinco edificios.  El inmueble más alto correspondía a la escuela elemental y de ampliación de estudios, con 1.600 y 400 alumnos respectivamente; a continuación, un pequeño cuerpo unido al anterior albergaba el auditorio y la piscina, y seguidamente se ubicaba el grupo que formaban la escuela maternal o de párvulos para 600 alumnos, la escuela del hogar para 400 estudiantes y la inspección médica, organizadas estas últimas en cuerpos con accesos independientes de menor altura para aprovechar el desnivel del terreno.
El anuario Vida Vasca de 1934 se hacía eco de la noticia que suponía la construcción de este nuevo servicio escolar: No faltará en este grupo escolar modelo ni la Escuela maternal y del Hogar, ni las salas cuna y de Puericultura, ni la Inspección Médica Escolar, Piscina, Gimnasio, Cantinas, Museos, Biblioteca, Laboratorios, Recreos, Frontones, Campos escolares, etcétera. Algo, en fin, digno del mayor de los elogios, con parques, talleres y clases que comprenderán toda la enseñanza post-escolar.

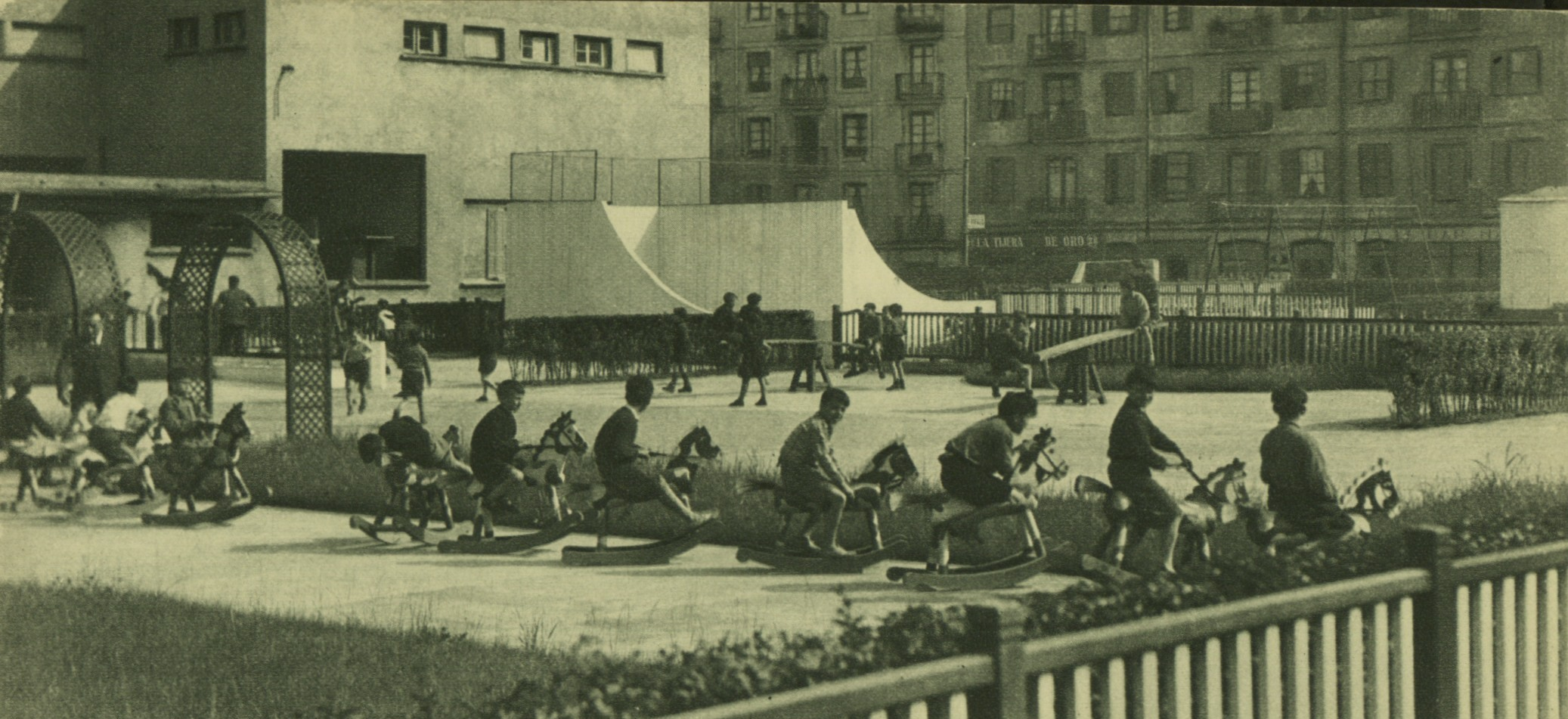
AMB. Fondo: Ayuntamiento de Bilbao. Memoria 1937-1939. Organizaciones juveniles. (p.14)

Comenzada la guerra el Grupo Escolar Modelo Tomás Meabe no había sido terminado. La edificación en 1936 se reducía al edificio escolar de San Francisco conocido hasta el año 2005 además de las dependencias que bajo él formaban la fachada de la calle Conde Mirasol. Tenía también en esa época un jardín infantil anexo, en la plaza, con espacios separados para niños, niñas y párvulos, donde se diferenciaban zonas para los juegos de críquet, barra, frontones, bolos, truquemé, guiñol, columpios, formaciones, gimnasia al aire libre y reposo.
Las autoridades del nuevo régimen aprovecharon la obra realizada y la escuela nacional resultante abrió sus puertas en el curso 1944-45, 12 años después de la colocación de la primera piedra. Pasaron al nuevo centro todas las secciones de la escuela de Marzana (ahora San Francisco 6 y 6 BIS) y las nacionales de Las Cortes que funcionaban en pisos alquilados.
El edificio construido se elevaba dos plantas a nivel de la calle San Francisco, pero en la fachada de Conde Mirasol, adaptándose al desnivel de la calle, disponía de cuatro plantas más, que albergaron servicios diversos: Inspección Médica Escolar, Comisión de Recuperación Civil de Vizcaya, retén del Cuerpo de Bomberos, Museo de Reproducciones Artísticas, servicios municipales de asistencia social y cuarto de socorro.
También se instaló en el nuevo edificio la biblioteca municipal de San Francisco "Benito Pérez Galdós" proveniente de Marzana, y un pequeño salón albergó un local de la franquista Organización Juvenil Española que durante la transición fue ocupado por el movimiento vecinal de San Francisco y utilizado como gimnasio popular.
Durante el franquismo otros equipamientos o servicios con acceso por la calle Conde Mirasol se ubicaron también en el edificio, tales como la Comisión de Recuperación Civil de Vizcaya que recobraba y devolvía a sus antiguos dueños los bienes requisados durante la República, un retén del Cuerpo de Bomberos, el Museo de Reproducciones Artísticas, servicios de asistencia social, cuarto de socorro, Hogar del Legionario, etc.